# Volley Gonzaga Milano
Il Volley Gonzaga Milano è stata una società pallavolistica maschile italiana con sede nella città di Milano.

## Storia

Il Gonzaga Milano della stagione 1993-94, l'ultima condotta ad alti livelli sotto l'egida della Polisportiva Milan.

La società nacque nel 1973 come Volley Gonzaga dalla fusione tra diverse società sportive meneghine, tra cui quella interna all'Istituto privato lasalliano "Gonzaga" di via Vitruvio, allora campione d'Italia juniores, e il CSI Milano, che aveva militato in Serie A negli anni 50 e 60 del XX secolo e che aveva poi trasferito la sua sede dapprima a Vigevano e successivamente a Pavia.
Esordì nel massimo campionato nella stagione 1976-77 con una squadra «fatta in casa», comprensiva di alcuni studenti del "Gonzaga", facendo la sua ultima apparizione nel 1995; nel 1987 la squadra aveva conquistato il suo primo titolo europeo, la Coppa CEV, vinta in finale contro i connazionali del Parma. Ciò nonostante nella stagione successiva, 1987-88, il Gonzaga concluse un torneo disastroso su tutti i fronti, ancorato al fondo della classifica con sole sconfitte e zero punti totalizzati; retrocesso sul campo in Serie A2, tuttavia un sopraggiunto dissesto finanziario costrinse la società a rinunciare alla categoria per ripartire dalla Serie B1.
Nel corso del campionato 1988-89, però, parve arrivare la svolta per il club che passò sotto l'egida della Fininvest, intenzionata a creare una grande polisportiva assieme ad altre squadre milanesi, ovvero il Milano Baseball 1946, l'Associazione Calcio Milan, l'Hockey Club Devils Milano e l'Amatori Rugby Milano. Nell'estate 1989 il Gonzaga acquistò così dal Mantova i diritti per ritornare in A1 a partire dal campionato 1989-90.
Gli ambiziosi traguardi che la dirigenza si era posta, tuttavia, non arrivarono. Eccezion fatta per la Coppa delle Coppe vinta nel 1993, superando in finale i francesi del Cannes, e due affermazioni di rango minore nel Campionato mondiale per club, sfuggì sempre il successo più ambito, lo scudetto, nonostante il raggiungimento di due finali play-off (1992-93 e 1993-94). Nel 1994 la Fininvest, preso atto dell'insoddisfacente ritorno d'immagine a fronte degli ingenti investimenti sostenuti, iniziò a disimpegnarsi dal Gonzaga, nell'ambito del più generale smantellamento della sua polisportiva.
Già in quell'anno i migliori elementi della rosa si trasferirono in blocco al Cuneo, mentre quel che rimaneva della squadra lombarda andò ad affrontare il campionato 1994-95 senza più alcuna ambizione di vertice. Quindi a fine stagione il club, nuovamente travolto da problemi economici, cedette al Petrarca i diritti per la partecipazione alla Serie A1, reiscrivendosi in Serie B2.
Un nuovo progetto per riportare al vertice il volley milanese fu avviato nel 1999, con l'acquisto della società, militante in Serie A2, da parte dell'imprenditore Antonio Caserta, già presidente dell'Asystel di Novara, che distaccò il club dall'istituto Gonzaga per dare vita al Milano.
Intanto, nel 1998, l'istituto Gonzaga riparte come Pallavolo Gonzaga Giovani occupandosi soprattutto del settore giovanile.

## Palmarès

Da sinistra: Bertoli, Zorzi, Lucchetta e Recine festeggiano la vittoria del Gonzaga Milano nel Campionato mondiale per club 1990.

- Coppa delle Coppe: 1

1992-93
- Coppa CEV: 1

1986-87
- Campionato mondiale per club: 2

1990, 1992